# Tuyết Sơn bộ
Tuyết Sơn bộ (雪山部; sa. Haimavata; pi. Hemavatika, Hemavataka) hay Tuyết Sơn trú bộ (雪山住部), còn được gọi là Thượng tọa đệ tử bộ (上座弟子部), là một bộ phái sơ kỳ Phật giáo.
Tuyết Sơn bộ có nguồn gốc từ Trưởng lão bộ và ảnh hưởng chủ yếu ở vùng Tuyết Sơn (Himavā/Himālaya), thường được xem là tương ứng với dãy Himalaya ngày nay.

## Lịch sử
Theo truyền thuyết của Phật giáo Hán truyền, khoảng hơn 200 năm sau khi Phật diệt độ, trong tăng đoàn Trưởng lão bộ ở Kasmira đã xảy ra sự chia rẽ, khi các tăng sĩ đến từ Magadha, nơi mà học thuyết Nhất thiết hữu bộ rất thịnh hành, hình thành một nhóm chiếm đa số. Do đó, các tăng sĩ muốn bảo tồn truyền thống Trưởng lão, vốn chỉ còn là thiểu số,  đã di chuyển đến vùng Tuyết Sơn, từ đó hình thành danh xưng Tuyết Sơn bộ.
Tuy nhiên, theo những ghi chép trong "Đại sử", thì Tuyết Sơn bộ được xem là phát xuất từ Đại chúng bộ.
Trong bia ký của đại bảo tháp Sanchi, có chép tên của một số trưởng lão truyền Pháp, bao gồm Majjhima (hoặc Madhyama) cùng Tuyết Sơn bộ truyền giáo đạo sư Kāsapagota (hoặc Kassapagotta, Kasyapagotra), xác nhận Majjhima đã đi đến núi tuyết Himavanta để giảng pháp sau Đại hội kết tập thứ ba. Một số học giả rằng hai vị đại sư này cũng là tổ sáng lập ra Ẩm Quang bộ  .

## Học thuyết
Sách Dị bộ tông luân luận (sa. Samayabhedoparacanacakra) có chép:
| “ | 其雪山部本宗同義：謂諸菩薩猶是異生，菩薩入胎不起貪愛。無諸外道能得五通，亦無天中住梵行者。有阿羅漢為餘所誘，猶有無知，亦有猶豫，他令悟入，道因聲起。餘所執多同說一切有部。 | ” |

Về tông nghĩa, Tuyết Sơn bộ công nhận Năm việc của Đại Thiên, trong khi "Đại tỳ-ba-sa luận" và "Dị bộ tông luân luận" đều cho rằng điều này do Đại chúng bộ đề xuất và dẫn đến sự chia rẽ tăng đoàn đầu tiên. Trên thực tế, tài liệu đầu tiên ghi nhận "5 điều" là "Phát trí luận" (sa. Jñāna-prasthāna), còn lại tông nghĩa khá tương đồng với Nhất thiết hữu bộ.